# Luigi Novarese
Luigi Novarese (Casale Monferrato, 29 luglio 1914 – Rocca Priora, 20 luglio 1984) è stato un presbitero italiano, fondatore delle associazioni Centro Volontari della Sofferenza, Silenziosi operai della Croce, Lega Sacerdotale Mariana e Fratelli degli ammalati.
Nel 2010 è stato proclamato venerabile da papa Benedetto XVI e l'11 maggio 2013 è stato beatificato in una cerimonia presieduta dal cardinale Tarcisio Bertone in rappresentanza di papa Francesco.

## Biografia

### L'infanzia
Luigi Novarese nasce a Casale Monferrato il 29 luglio 1914, in una famiglia di contadini. È l'ultimo di nove figli. Dopo la morte del padre, Giusto Carlo, è la madre, Teresa Sassone, a prendersi cura della famiglia.
Nel 1923, all'età di nove anni, Luigi, in seguito ad una caduta, è colpito da una gravissima forma di tubercolosi ossea, malattia per la quale non esisteva, a quei tempi, una cura. I medici non danno speranza e la mamma, nonostante il parere contrario degli altri figli, vende le proprietà di famiglia per assicurare le cure al ragazzo. Nel 1930, in seguito all'aggravarsi del male, Luigi viene ricoverato nel sanatorio Santa Corona di Pietra Ligure. Devoto alla Madonna, grazie soprattutto all'insegnamento della mamma, scrive una lettera a Filippo Rinaldi, rettor Maggiore dei Salesiani di Giovanni Bosco, affidandosi alle sue preghiere e a quelle dei ragazzi dell'oratorio. Il sacerdote gli risponde subito, raccomandandolo all'intercessione di Maria Ausiliatrice. Nel maggio 1931, all'età di 17 anni, Luigi viene dimesso dall'ospedale Santa Corona completamente guarito.

### La maturità
Dopo l'esperienza della malattia, Novarese decide di spendere la vita per gli infermi. Decide così di iscriversi alla facoltà di Medicina. Ma la morte della mamma, nel 1935, gli fa capire la sua vera vocazione. Da ex ammalato che ha scoperto dentro di sé le potenzialità di un cammino spirituale capace di condurlo all'incontro con il Cristo risorto, sceglie la strada del sacerdozio. Inizia gli studi nel seminario di Casale Monferrato e li conclude frequentando Almo collegio Capranica a Roma dove, nella basilica di San Giovanni in Laterano, viene ordinato sacerdote il 17 dicembre 1938. Negli anni trascorsi a Roma stringe amicizia con don Duilio Mengozzi. Dal 1º maggio 1942, su invito di monsignor Giovanni Battista Montini, Sostituto della Segreteria di Stato Vaticana e futuro papa Paolo VI, inizia a lavorare presso la Segreteria di Stato della Santa Sede, dove rimarrà fino al 12 maggio 1970. Il 9 aprile 1943 consegue la laurea in Diritto canonico, discutendo la tesi La libertà della Chiesa in Camillo Cavour e nella Conciliazione. Nel 1945 ottiene il diploma di Avvocato Rotale presso la Sacra Romana Rota.

### Le opere
Il 17 maggio 1943 fonda la Lega Sacerdotale Mariana per aiutare i preti infermi, feriti o in gravi condizioni economiche a causa della guerra.
Il 17 marzo 1947, dopo l'incontro con Elvira Myriam Psorulla, dà l'avvio al Centro Volontari della Sofferenza, l'associazione nella quale il sacerdote insegna, fra l'altro, agli ammalati a pensare in modo nuovo se stessi e la malattia.
Nel 1949 ottiene da Pio XII il permesso di dare avvio al Quarto d'ora della serenità, il programma radiofonico in onda ancora oggi sulla Radio Vaticana, interamente dedicato agli ammalati. Nel 1950 monsignore, la sua opera più importante, i Silenziosi Operai della Croce, “Un'associazione di anime consacrate – uomini e donne, sacerdoti e laici – impegnate a illuminare gli ammalati sul senso cristiano del dolore e a sostenerli attraverso opere assistenziali e di recupero professionale” (dal volume Mons.Luigi Novarese di Felice Moscone, Edizioni CVS).
Nello stesso anno pubblica per gli iscritti del Centro Volontari della Sofferenza, il mensile L'Ancora, canale di comunicazione tra gli ammalati.
Nel 1952 inizia la costruzione della Casa Cuore Immacolato di Maria a Re, in provincia del Verbano Cusio Ossola, che verrà inaugurata il 23 maggio 1960 È la prima e unica casa di esercizi spirituali, al mondo, per i malati. Ancora nel 1952, Novarese fonda, con lo scopo di rendere più efficiente l'accompagnamento agli infermi, la quarta associazione, i Fratelli e Sorelle degli ammalati, “persone sane che si inseriscono nell'apostolato del malato condividendo lo stesso programma spirituale e sostenendolo nelle sue necessità”.
Nel 1962 il papa Giovanni XXIII gli affida l'incarico di curare l'assistenza religiosa degli ospedali in Italia. In questi anni Novarese continua l'opera di apostolato a favore dei disabili, cercando di integrarli nella società attraverso l'insegnamento di un mestiere. Allestisce laboratori professionali a Balerna, nel Canton Ticino, ad Arco in provincia di Trento, dove il sindaco e l'amministrazione comunale contrastano l'iniziativa sostenendo che la presenza dei disabili nuoce agli albergatori e all'attività turistica; e poi a Condino (Trento), a Moncrivello (Vercelli), sede dei corsi maschili di rilegatoria, riparazioni di elettrodomestici e ortofloricoltura, nonché al santuario della Madonna di Valleluogo di Ariano Irpino (sede legale dei Silenziosi Operai della Croce).
Nel 1970 Novarese lascia la Segreteria di Stato Vaticana e passa alle dipendenze della Conferenza Episcopale Italiana dove si occupa di pastorale sanitaria. Lasciata la CEI nel 1977 si dedica interamente alla sua opera. Fonda Case di ricovero e di preghiera all'estero, organizza convegni su temi religiosi e scientifici mettendo a confronto medici e infermi, si fa promotore di Corsi di esercizi spirituali per i malati psichici. Nel 1978 fonda "L’Ancora nell’Unità di Salute" e tra i membri del comitato di redazione chiama il prof. Cherubino Trabucchi.  Attualmente la fondazione i Silenziosi Operai della Croce è presente negli Stati Uniti d'America e in Israele, oltre che in Francia, Polonia, Portogallo e Svizzera.
Luigi Novarese muore a settant'anni il 20 luglio 1984 a Rocca Priora, località sui Colli Albani vicino a Roma. La salma riposa nella chiesa di Santa Maria del Suffragio, in via Giulia 59 a Roma.

## Processo di beatificazione
La Chiesa ha riconosciuto l'eroicità della vita e delle virtù di Luigi Novarese e il processo canonico di beatificazione è in essere.
La chiesa, dopo i giudizi positivi della Commissione Medica (13 gennaio 2011) e dei teologi (7 giugno 2011), ha riconosciuto il presunto miracolo avvenuto nel 2002 per intercessione di monsignore, relativo alla guarigione di Graziella Paderno, 57 anni, residente a Palestro (Pavia), Sorella degli Ammalati del CVS di Vercelli. Affetta da una dolorosissima patologia periartritica che interessava la spalla sinistra con calcificazioni locali e relativa impotenza funzionale del braccio, ha dichiarato di essere guarita per intercessione di monsignor Novarese. I medici hanno avuto modo di constatare una guarigione scientificamente inspiegabile.
Queste le date salienti del processo:
- 17 settembre 1989: inizio della causa di beatificazione;
- 27 febbraio 2004: consegna della documentazione relativa all'inchiesta diocesana (46 volumi) alla Congregazione per le Cause dei Santi;
- 17 settembre 2007: chiusura dell'inchiesta diocesana sul presunto miracolo avvenuto per intercessione di monsignor Novarese;
- 27 marzo 2010: riconoscimento delle virtù eroiche del venerabile monsignor Luigi Novarese;
- 19 dicembre 2011: firmato decreto di beatificazione da papa Benedetto XVI;
- 11 maggio 2013: beatificazione.

## Studi sul pensiero e l'opera di monsignor Novarese
- A. Aufiero, F. Di Giandomenico, I sofferenti: profezia pastorale nella comunità cristiana, Roma, Edizioni CVS, 2002.
- E. Cocca, Mons. Luigi Novarese (1914-1984). Una vita profetica per l'evangelizzazione della sofferenza, Tesi di Magistero in Scienze Religiose, Istituto di Scienze Religiose in Trento, Anno Accademico 2003-2004.
- E. Cocca, La persona in Luigi Novarese, Tesi di Laurea in Filosofia, Università degli Studi di Trento, Anno Accademico 2006-2007.
- J. Malski, Evangelizzazione e Salvezza: l'ammalato soggetto attivo e responsabile nell'intuizione carismatica di Mans, Luigi Novarese, Dissertazione di licenza in Teologia Pastorale Sanitaria, Istituto Internazionale di Teologia Pastorale Sanitaria "Camillianum", Roma 1998.
- A.M. Manganiello, Psicopedagogia Pastorale degli ammalati del CVS, Tesi di Laurea in Pedagogia, Istituto Universitario Pareggiato di Magistero "Maria SS.ma Assunta", Anno Accademico 1975-1976.
- D. Smolenski, La missione dei Laici nell'opera di Mons. Luigi Novarese, Dissertazione di licenza in Teologia Pastorale Sanitaria, Istituto Internazionale di Teologia Pastorale Sanitaria "Camillianum", Roma 1998.